# Albert C. Sundberg
Albert Carl Sundberg, Jr. (* 12. August 1921 in Big Creek, Kalifornien, USA; † 17. März 2006 in San Clemente, Kalifornien) war ein US-amerikanischer Neutestamentler. Er war Professor für Neues Testament und ordinierter Pastor der reformierten United Church of Christ. Seine Studien zum Bibelkanon in der Alten Kirche wurden seitens der Forschung stark beachtet.

## Leben
Albert C. Sundberg absolvierte die Highschool in Los Angeles und erhielt 1942 einen Bachelor of Arts am Bethany College (Kansas). 1957 bekam er einen Ph.D. für Neues Testament von der Harvard University in Massachusetts. In der Evangelical Mission Covenant Church wurde er 1945 zum Pastor ordiniert und war später Pastor in der Congregational Church (1954) sowie in der United Church of Christ. Er arbeitete als Pastor in Gemeinden in Iowa und Kansas (Evangelical Covenant Churches) sowie in New Hampshire und Massachusetts (Congregational Church).
Im Jahr 1956 wurde Sundberg an der Southern Methodist University in Dallas Professor. 1958/59 war er Fulbright Research Professor an der Universität Heidelberg. 1960 wurde er am Garrett Evangelical Theological Seminary an der Northwestern University in Evanston (Illinois) zuerst Assistenzprofessor, später Professor für „New Testament Interpretation“. Ein Forschungsschwerpunkt war der Bibelkanon in der Alten Kirche. Zu diesem Thema werden seine Publikationen oft angeführt; so erwähnt ihn etwa John Barton in seinem Buch The Spirit and the Letter annähernd so oft wie die Theologen Adolf von Harnack, Franz Stuhlhofer oder Theodor Zahn. Mit seiner unkonventionellen Spätdatierung des Kanons Muratori auf das späte 4. Jahrhundert vertrat er eine überwiegend abgelehnte Position. Unterstützt wird Sundbergs Einschätzung von Geoffrey Mark Hahneman: The Muratorian Fragment and the Development of the Canon. Clarendon, Oxford 1992.
Albert C. Sundberg war verheiratet mit Helen Luise Crum; sie bekamen zwei Töchter. Er beschäftigte sich gerne mit Astronomie, Weltreisen und Fotografieren.

## Werke

### Buch
- The Old Testament of the Early Church (= Harvard Theological Studies, Band 20). Harvard University Press, Cambridge 1964.

### Aufsätze (Auswahl)
- The Old Testament of the Early Church (a Study in Canon). In: Harvard Theological Review. Band 51, 1958, S. 205–226.
- On Testimonies. In: Novum Testamentum. Band 3, 1959, S. 268–281.
- The “Old Testament”: A Christian Canon. In: Catholic Biblical Quarterly. Band 30, 1968, S. 143–155.
- Dependent Canonicity in Irenaeus and Tertullian. In: Frank Leslie Cross (Hrsg.): Studia Evangelica. Band 3, Part 2 (= Texte und Untersuchungen zur Geschichte der altchristlichen Literatur Band 88). Berlin 1964, S. 403–409.
- Protestant Old Testament Canon: Should It Be Re-Examined? In: Catholic Biblical Quarterly. Band 28, 1966, S. 194–203.
- Towards a Revised History of the New Testament Canon. In: Frank Leslie Cross (Hrsg.): Studia Evangelica. Band 4 (= Texte und Untersuchungen zur Geschichte der altchristlichen Literatur, Band 102). Berlin 1968, S. 452–461.
- Canon Muratori: A Fourth-Century List. In: Harvard Theological Review. Band 66, 1973, S. 1–41.
- Bible Canon and the Christian Doctrine of Inspiration. In: Interpretation. Band 29, 1975, S. 352–371.
- Christology in the Fourth Gospel. In: Biblical Research. Band 21, 1976, S. 29–37.
- The Old Testament Canon of the New Testament Church. In: Interpretation. Band 42, 1988, S. 78–82.
- The Canon of the New Testament: Its Origin, Development, and Significance. In: Journal of the American Academy of Religion. Band 60, 1992, S. 350–355.
- ”The Old Testament of the Early Church” Revisited. In: Thomas J. Sienkewicz, James E. Betts (Hrsg.): Festschrift in Honor of Charles Speel. Monmouth College, Monmouth (Illinois) 1996, S. 88–110.
- The Septuagint: The Bible of Hellenistic Judaism. In: Lee Martin McDonald, James  A. Sanders (Hrsg.): The Canon Debate. Hendrickson Publishers, Peabody (Massachusetts) 2002, S. 68–90.

## Einzelbelege
1. ↑  John Barton: The Spirit and the Letter. Studies in the Biblical Canon. London 1997.
2. ↑  Dass sich diese Spätdatierung nicht durchgesetzt hat, sagt Jens Schröter: Von Jesus zum Neuen Testament. Studien zur urchristlichen Theologiegeschichte und zur Entstehung des neutestamentlichen Kanons. Tübingen 2007, S. 310, Anm. 60.

| Personendaten    | Personendaten                                     |
| ---------------- | ------------------------------------------------- |
| NAME             | Sundberg, Albert C.                               |
| ALTERNATIVNAMEN  | Sundberg, Albert Carl junior (vollständiger Name) |
| KURZBESCHREIBUNG | US-amerikanischer Neutestamentler                 |
| GEBURTSDATUM     | 12. August 1921                                   |
| GEBURTSORT       | Big Creek, Kalifornien                            |
| STERBEDATUM      | 17. März 2006                                     |
| STERBEORT        | San Clemente, Kalifornien                         |